# Haplochromis luteus
Haplochromis luteus es una especie de peces de la familia Cichlidae en el orden Perciformes.

## Morfología
Los machos pueden llegar alcanzar los 13,3 cm de longitud total.
- Número de  vértebras: 28-30.[2]

## Alimentación
Come principalmente algas, y, en segundo término, larvas de insectos.

## Hábitat
Vive en zonas de clima tropical  entre 0-2 m de profundidad.

## Distribución geográfica
Se encuentran en África: lago Victoria (Tanzania).